# Снайдер, Гэри
Гэ́ри Ше́рман Сна́йдер (англ. Gary Snyder; род. 8 мая 1930, Сан-Франциско, Калифорния) — американский поэт, эссеист и переводчик, преподаватель, активист движения энвайронменталистов. Представитель битничества и Сан-Францисского ренессанса (англ. San Francisco Renaissance).

## Биография
Гэри Снайдер родился в Сан-Франциско. Во время Великой депрессии семья вынуждена была переехать и жить в сельской местности в штатах Орегон и Вашингтон. В 1951 году Снайдер окончил Рид-колледж в Орегоне, где занимался изучением английской литературы и этнографии. Позднее он изучал лингвистику в Индианском университете и востоковедение в Калифорнийском университете в Беркли.
Гэри Снайдер приобрёл известность в октябре 1955 года на вечере поэзии, устроенном Кеннетом Рексротом, где выступали также Аллен Гинзберг с поэмой «Вопль», Филипп Уэйлен, Филипп Ламантиа, Майкл МакКлюр. Снайдер читал стихотворение «Ягодный пир» (A Berry Feast). Слухи о вечере быстро распространились и способствовали росту популярности поэтов, которые впоследствии были названы Бит-поколением. Примечательно, что сам Снайдер не относит себя к битникам: «термин „битники“ лучше применять для небольшой группы писателей … непосредственно группа вокруг Аллена Гинзберга и Джека Керуака, Грегори Корсо и также некоторых других … Многие из нас объединены лишь как группа писателей Сан-Францисского ренессанса. Хотя „битник“ также может являться определённым состоянием ума … и я был в этом состоянии некоторое время.»
Гэри Снайдер стал прообразом Джафи Райдера в повести Джека Керуака «Бродяги Дхармы», восхищенного его буддистским образом жизни и непритязательностью.
В 1956 году Снайдер уезжает в Японию, где в течение десяти лет изучает буддизм, прислуживает в буддистском монастыре и переводит восточную поэзию. Помимо влияния таких поэтов, как Уолт Уитмен и Эзра Паунд, он испытал серьёзное влияние японской и китайской литературы и философии. С 1969 года Снайдер живёт в Калифорнии, в предгорьях Сьерра-Невады. В 1986—2002 гг. Снайдер преподавал литературу в Калифорнийском университете Дэвис, почётным профессором которого он является.
Гэри Снайдер написал более 20 книг — стихи, проза, эссе. Составное творчества и жизни Гэри Снайдера — пристальное внимание к природе, вопросам экологии и связи с природой.
Он удостоен премии Американской академии изящной словесности (1966), поэтической премии Левинсона от журнала Poetry (1968), стипендии Гуггенхайма (1968), Пулитцеровской премии за книгу «Черепаший остров» (1975), Американской книжной премии за книгу «Топорища» (1983), премии Боллингена (1997), премии Роберта Кирша «За выдающиеся заслуги», премии Роберта Лилли «За выдающиеся достижения в поэзии» (2008).

## Буддийский анархизм
В 1950-х годах Снайдер принял участие в формировании буддийского анархизма, возникшего из движения битников. Он провёл много времени в Японии, изучая дзен-буддизм, и в 1961 году опубликовал эссе Buddhist Anarchism, в котором описал связь, которую он видел между этими двумя традициями, зародившимися в разных частях света: «Состраданием Запада было бунтарство; состраданием Востока был инсайт в обычное „я“». Он выступал за «использование таких средств, как гражданское неповиновение, откровенная критика, протест, пацифизм, добровольная бедность и даже мягкое насилие» и защищал «право людей курить марихуану, есть пейотль, быть полигамным, полиандрическим или гомосексуальным», что, по его мнению, было запрещено «иудео-христианским Западом». Снайдер вдохновил Керуака для создания персонажа Джафи Райдера в романе «Бродяги Дхармы» (1958).

## Творчество

### Поэзия
- Riprap (1959)
- Myths & Texts (1960)
- The Back Country (1968)
- Regarding Wave (1970)
- Turtle Island (1974)
- Axe Handles (1983)
- Left Out in the Rain (1988)
- No Nature: New and Selected Poems (1992)
- Mountains and Rivers Without End (1996)
- Danger on Peaks (2005)
- This Present Moment (2015)

### Проза
- Earth House Hold (1969)
- The Politics of Ethnopoetics (1975)
- The Old Ways (1977)
- He Who Hunted Birds in His Father’s Village: The Dimensions of a Haida Myth (1979)
- The Real Work (1980)
- Passage Through India (1983)
- The Practice of the Wild (1990)
- A Place in Space (1995)
- Back on the Fire: Essays (2007)

### Избранное
- The Gary Snyder Reader: Prose, Poetry, and Translations (1999)
- Lookout: A Selection of Writings

### Переводы на русский
- Снайдер Г. Стихотворения. Хань Шань. Стихи Холодной Горы / Перевод с английского А. Щетникова. — Новосибирск: Артель «Напрасный труд», 2011. — 24 с. — 100 экз.
- Снайдер Г. Нахлынувшая волна = Regarding Wave / Перевод с английского А. Щетникова. — Новосибирск: Артель «Напрасный труд», 2016. — 56 с. — 100 экз.
- Снайдер Г. На задворках = The Back Country / Перевод с английского А. Щетникова. — Новосибирск: Артель «Напрасный труд», 2016. — 116 с. — 100 экз.
- Снайдер Г. Горы и воды без конца = Mountains and Rivers Without End / Перевод с английского А. Щетникова. — Новосибирск: Артель «Напрасный труд», 2016. — 144 с. — 100 экз.
- Снайдер Г. Брусчатка и Стихи Холодной Горы = Riprap and Cold Mountain Poems / Перевод с английского А. Щетникова. — Новосибирск: Артель «Напрасный труд», 2016. — 56 с. — 150 экз.
- Снайдер Г. Мифы & Тексты = Myths & Texts / Перевод с английского А. Щетникова. — Новосибирск: Артель «Напрасный труд», 2017. — 52 с. — 100 экз.
- Снайдер Г. Черепаший Остров = Turtle Island / Перевод с английского А. Щетникова. — Новосибирск: Артель «Напрасный труд», 2017. — 72 с. — 100 экз.
- Снайдер Г. Топорища = Axe Handles / Перевод с английского А. Щетникова. — Новосибирск: Артель «Напрасный труд», 2017. — 68 с. — 100 экз.
- Снайдер Г. Этот момент в настоящем = This Present Moment / Перевод с английского А. Щетникова. — Новосибирск: Артель «Напрасный труд», 2017. — 60 с. — 100 экз.
- Снайдер Г. Опасность на вершинах = Danger on Peaks / Перевод с английского А. Щетникова. — Новосибирск: Артель «Напрасный труд», 2018. — 112 с. — 100 экз.